# Чор
Чор (тур. Çor) представља џина у туркијском и монголској митологији. Сматра се да је невидљиво створење које је створено из ватре, али да постаје видљиво када умре. Верује се да су чорови одговорни за неколико менталних поремећаја. Ова створења наводно живе у напуштеним местима, попут старих кућа и рушевина. Боје се гвожђа, а према исламским традицијама, она нестају када се рецитује Басмала. Иако их се људи плаше, ова створења у митологији нису нужно зла.
Овај термин је такође повезан са руским термином Чорт, што представља зле силе попут демона, или ђавола.